# Ivan Marčuk
Ivan Marčuk (ukrajinsky Іва́н Степа́нович Марчу́к, 12. května 1936, Moskalivka, Ukrajina) je ukrajinský malíř.

## Život
Narodil se 12. května 1936 v obci Moskalivka v Laniveckém okresu Ternopilské oblasti (v té době v Polské republice), v rodině tkalce. V letech 1951–1965 studoval na učilišti dekorativních a užitých umění Ivana Truši a na Vysoké škole dekorativních a užitých umění (Lviv). Od roku 1965 do roku 1968 pracoval v Ústavu tvrdých materiálů Akademie věd USSR (Kyjev). Jeho vlastní tvůrčí umělecký způsob se projevil v cyklu prací Hlas mé duše. Díky vynálezu autorské techniky pro přenos obrazu „plontanizm“ (z dialektického slova plést, proplétat ) v roce 1972 dosáhl hyperrealistického vytvoření krajiny. První oficiální výstavu měl v roce 1979 v ulici Malá Gruzinská, 28 v Moskvě, kde se v letech 1970–1990 konaly výstavy nekonformních umělců. V letech 1989–2001 žil v emigraci (Austrálie, Kanada, USA). Vzhledem k mezinárodnímu ohlasu úspěchu Ivana Marchuka ho Sdružení umělců SSSR, bez jeho vědomí, v roce 1989 přijalo do svých řad a v roce 1997 mu byla udělena Národní Ševčenkova cena Ukrajiny. Mezinárodní akademie současného umění v Římě ho přijala v roce 2006 do Zlaté gildy a zvolila ho čestným členem vědecké rady. V červnu 2016 mu bylo uděleno jedno z nejvyšších ukrajinských ocenění, Řád svobody. V říjnu 2007 jej britský deník The Daily Telegraph zařadil do žebříčku „Sto géniů současnosti“.

## Dílo
Ivan Marčuk uspořádal své práce do jedenácti cyklů: Hlas mé duše, Krajina, Portrét, Kvetení, Barevné předehry, Nové exprese, Zátiší, Bílá planeta I, Bílá planeta II, Sny se vylévají z břehů, Pohled do nekonečna.
Tvůrčí dědictví umělce zahrnuje zhruba 5000 děl, více než 150 monografických a 50 kolektivních výstav. Vystavoval obrazy převážně v zahraničí (Litva, Německo, Polsko, Belgie, Jordánsko, Maďarsko, Slovensko, Česká republika, Turecko, Lucembursko, Thajsko). V září 2016 konala se výstava umělce v Evropském parlamentu (Brusel), v červnu a červenci 2017 ve vlámském parlamentu.

## Vyznamenání
- Lidový výtvarník Ukrajiny – Ukrajina, 3. srpna 2002 – udělil prezident Leonid Kučma za významný osobní přínos k rozvoji národního výtvarného umění a za mnoho let plodné tvůrčí činnosti[2]
- Řád svobody – Ukrajina, 25. června 2016 – udělil prezident Petro Porošenko za významný osobní přínos pro budování státu, za sociálněekonomický, vědecký, technický, kulturní a vzdělávací rozvoj Ukrajiny a za významné pracovní úspěchy a vysokou profesionalitu[3]